# Piotr Bielik
Piotr Aleksiejewicz Bielik, ros. Пётр Алексеевич Белик (ur. 10 września?/23 września 1909 w Żukowcach w guberni kijowskiej, zm. 12 czerwca 1980 w Moskwie) – radziecki dowódca wojskowy, generał armii (1969), Bohater Związku Radzieckiego (14 lutego 1943).

## Życiorys
Był narodowości ukraińskiej. Członek KPZR od 1929, w radzieckiej armii od września 1927. Ukończył Kijowską Wojskową Szkołę Piechoty (1930), Moskiewskie Kursy Doskonalące Kadry Dowódczej Wojsk Pancernych (1932), Wyższe Akademickie Kursy przy Wojskowej Akademii Wojsk Pancernych (1944), Wyższe Akademickie Kursy przy Wojskowej Akademii Sztabu Generalnego (1953). 
W latach 1930–1940 dowodził plutonem, kompanią czołgów i samodzielnym batalionem czołgów. W 1940 był mianowany dowódcą 8 pułku motocyklowego, po napaści Niemiec na ZSRR uczestniczył w walkach na Południowo-Zachodnim Froncie w rejonie Sławuty i Szepietowki oraz w rejonie Smoleńska, bitwie pod Moskwą i o Stalingrad. Za zasługi bojowe jego pułk został przekształcony w gwardyjski, 580 żołnierzy pułku zostało nagrodzonych orderami i medalami, a Bielik otrzymał tytuł Bohatera Związku Radzieckiego. Pułk walczył następnie pod Charkowem, w rejonie Iziuma, uczestniczył w bitwie o Dniepr w 1943. 
W lutym 1945 został mianowany dowódcą 2 Samodzielnej Gwardyjskiej Brygady Pancernej 3 Frontu Białoruskiego, brał udział w operacji wschodniopruskiej. 
Po wojnie zajmował odpowiedzialne stanowiska dowódcze. W latach 1960–1966 – pierwszy zastępca dowódca Grupy Wojsk Radzieckich w Niemczech, od 1966 dowódca Zabajkalskiego Okręgu Wojskowego.
Na 24 Zjeździe KPZR wybrany na członka Centralnej Komisji Rewizyjnej. Deputowany do Rady Najwyższej ZSRR 8 i 9 kadencji. 
Odznaczony dwoma Orderami Lenina, Orderem Rewolucji Październikowej, Orderem Czerwonego Sztandaru - czterokrotnie, Orderem Suworowa III klasy, Orderem Czerwonej Gwiazdy, „Za służbę Ojczyźnie w Siłach Zbrojnych ZSRR” III klasy, medalami i orderami zagranicznymi.